# Aglia lugens
Aglia lugens är en fjärilsart som beskrevs av Standfuss 1888. Aglia lugens ingår i släktet Aglia och familjen påfågelsspinnare. Inga underarter finns listade i Catalogue of Life.